# Головко, Константин Анатольевич
Константин Анатольевич Головко (13 мая 1933, Мариуполь, Сталинская область — 10 ноября 2014, Николаев) — советский токарь, Герой Социалистического Труда (1971).

## Биография
Родился 13 мая 1933 года в городе Мариуполе. Член КПСС.
С 1955 года — токарь, бригадир токарей-станочников 50-го цеха производственного объединения «Заря» Министерства судостроительной промышленности СССР в городе Николаеве Украинской ССР.
Ударник коммунистического труда (13.04.1961). Занесён в областную книгу Ленинской трудовой славы в 1970 году. Ударник 9-й, 10-й и 11-й пятилеток. Победитель социалистического соревнования 1977, 1978, 1979 и 1980 годов.
Указом Президиума Верховного Совета СССР от 26 апреля 1971 года за выдающиеся заслуги в выполнении заданий пятилетнего плана К. А. Головко присвоено звание Героя Социалистического Труда с вручением ордена Ленина и золотой медали «Серп и Молот».
Делегат XIX партийной конференции КПСС (1988), XXV съезда КП Украины (1976).
Жил в Николаеве. Умер 10 ноября 2014 года.